# Hermann Salomon (Mediziner)
Hermann Salomon (* 4. September 1888  in Gotha; † 14. Mai 1970 in Neuilly-sur-Seine) war ein deutscher Arzt und  Kommunalpolitiker der SPD sowie Widerstandskämpfer gegen den Nationalsozialismus. Er war von 1930 bis 1933 Erster Bürgermeister von Luckenwalde und emigrierte 1937 aus Deutschland.

## Lebensweg
Er wurde als Sohn einer Gothaer Kaufmannsfamilie mit jüdischen Wurzeln geboren. In seiner Geburtsstadt besuchte er die Volksschule und nach Bestehen der Aufnahmeprüfung das Gymnasium Ernestinum bis zum Abitur 1908 unter dem Direktorat von Albert von Bamberg (1844–1910). Die öffentliche Feier der Abiturienten-Entlassung fand am 28. März 1908 statt. Salomon hatte in seiner Schulzeit das Angebot des Gymnasiums Ernestinum zu Gotha genutzt, am Fremdsprachenunterricht in Englisch und Französisch teilzunehmen. Dabei stand ihm die Zeitschrift für französischen und englischen Unterricht, herausgegeben von Kaluza und Gustav Thurau, zur Verfügung. Zum Schulprogramm im Fremdsprachenunterricht gehörten Sprechübungen, was Salomon besonders nach der Wahl seines späteren, ständigen Lebensmittelpunkts in Frankreich zugutekam.

### Medizinstudium und Promotion
Nach der Reifeprüfung nahm er das Medizinstudium an der Universität München auf. Nach drei Semestern wechselte der Medizinstudent an die Universität Bonn. Dort bestand er 1910 die ärztliche Vorprüfung. Das Studium setzte er anschließend an der Universität Berlin in zwei Semestern fort und beendete es nach weiteren drei Semestern an der Ludwig-Maximilians-Universität in München, wo er im Juli 1913 das Staatsexamen bestand. Als so genannter Medizinpraktikant der Chirurgischen Universitäts-Kinderklinik in München verfasste er die Dissertation Zur Kenntnis des Lymphangioms und reichte die Doktorarbeit vor Ausbruch des Ersten Weltkrieges der Medizinischen Fakultät der Universität München ein. Er widmete die 54 Seiten umfassende medizinische wissenschaftliche Abhandlung anhand von 16 Fallbeispielen dem „Andenken“ seines verstorbenen „Vaters“, dem Kaufmann Leopold Salomon (1853–1909). Salomons Mutter, Helene, geborene Cohn, ebenfalls jüdischer Religion, hatte Hermann in der gemeinsamen Wohnung der Eltern in der Gartenstraße 18 in Gotha geboren. Nach Vollendung des sechsten Lebensjahres verlor Salomon seine im pommerschen Stolp 1865 geborene, leibliche Mutter Helene Salomon durch deren Tod im Alter von 30 Jahren, was Einfluss auf seinen späteren Berufswunsch hatte.
Die medizinische Doktorwürde wurde Hermann Salomon durch Ausbruch des Weltkrieges erst 1916 in München verliehen. Zu jener Zeit stand er im Kriegsdienst als Militärarzt.

### Arzt und Kommunalpolitiker in Luckenwalde
Im Jahre 1919 ließ sich Dr. med. Salomon als praktischer Arzt in Luckenwalde nieder und engagierte sich als Mitglied ehrenamtlich in der SPD. Er wurde einer der Kassenärzte der AOK und ehrenamtlicher Stadtverordneter für die SPD, (unbesoldeter) Stadtrat und von 1930 bis 1933 Erster Bürgermeister der Stadt. Salomon stellte 1930 klar: „Die Schulverwaltung trägt die Kosten für den Schwimm- und  Badebetrieb der Schulen …“. Er würdigte zugleich das „obligatorische Schulschwimmen und -baden für die Hebung der Gesundheit.“ Als Stadtrat war Salomon Dezernent für das 1928 errichtete Stadtbad und auch Vorsitzender der kommunalen Kommission für dieses Bad. Er arbeitete weiter als Mitglied im Schulausschuss für höhere Lehranstalten unter dem Vorsitz von Bürgermeister Alfred Lappe mit. In der Volkshochschulkommission hatte Stadtrat Salomon den Vorsitz inne und er war für die Verwaltung deren Kunstkommission verantwortlich ebenso für die Verwaltung des Städtischen Heimatmuseums. In der Wohlfahrtskommission übte er die Funktion des „Stellvertretenden Vorsitzenden“ aus. Auch beschäftigte er sich mit den kommunalen Finanzen als Mitglied des Hauptausschusses und er wirkte im Kuratorium des Städtischen Krankenhauses unter dem Vorsitz des Stadtarztes Engelhard Wychgram mit.
Nebenbei betätigte sich Salomon als Referent, beispielsweise machte er die „Schwierigkeiten kommunaler Aufbauarbeit unter den obwaltenden Verhältnissen“ auf einem Gastabend für die Vereinigung sozialistischer Studenten 1930 in Luckenwalde zum Thema. Er war einer der ersten Referenten in der Volkshochschule von Luckenwalde und hielt dort in den 1920er Jahren einen Vortrag zur Kriminalität unter dem Thema „Das Verbrechen – eine Krankheit in der kapitalistischen Gesellschaft.“
Im Jahre 1933 zwangen die NS-Oberen Salomon, sein Amt aufzugeben, obwohl er in dieses für 12 Jahre in der Weimarer Republik gewählt worden war. Im Juli 1932 kam es beim Schützenfest zu schweren Zusammenstößen zwischen der SA und der Ortspolizei, für die Salomon die Aufsicht hatte. Ihm wurden Führungsfehler beim Polizeieinsatz nachträglich vorgeworfen, verbunden mit Forderungen durch das rechtsextreme Tagblatt zur Suspendierung.  Die Luckenwalder Volkswacht informierte, dass von dem Chefredakteur des „Nazi-Tageblatts“, Max Back, „gegen den ersten Bürgermeister, Gen. Dr. Salomon eine Hetze entfaltet worden war ...“, und kommentierte: „Nicht nur der >Marxist< sollte tödlich getroffen werden, sondern auch der >Jude<.“ Als Beweis zitierte die SPD-Zeitung eine Notiz im Tageblatt: „Der jüdische frühere Arzt und jetzige 1. Bürgermeister hat also über Polizeiangelegenheiten nichts mehr zu melden. Es wurde auch Zeit!“  Salomon machte aus seiner Haltung keinen Hehl. Bereits im Juni 1932 hatte er in seiner Eigenschaft als Erster Bürgermeister den zuständigen Landrat in Jüterbog,  Rudolf Usinger, mahnend dazu angeregt, „die täglichen Provokationen der Nazis“ zu bekämpfen. Das war nach Ansicht des sozialdemokratischen Kommunalpolitikers wichtiger, als den Kampf gegen das „Häuflein der KPD“ im Kreis Jüterbog-Luckenwalde zu führen.
Nach der Machtübernahme durch die Nazis führte Salomons antifaschistisches Verhalten zu seiner endgültigen Ablösung als Erster Bürgermeister im Magistrat der Stadt Luckenwalde durch den Regierungspräsidenten. Salomon sah es zeitnah als „eine moralische und staatspolitische Selbstverständlichkeit“ an, dass er „nicht aus finanziellen Gründen um ein Amt kämpfe“, das er „nicht wieder hatte bekleiden können.“ Überdies wurde Salomon Anfang Juli 1933 zusammen mit anderen ehemaligen SPD-Funktionären verhaftet. Vorübergehend wurde der ehemalige Luckenwalder Erste Bürgermeister zusammen mit anderen demokratischen Politikern in das neu errichtete Konzentrationslager Oranienburg gebracht und im September desselben Jahres kam er in das Konzentrationslager Lichtenburg in so genannte Schutzhaft.

### Emigration
Salomon gelang die Emigration aus Deutschland. Zuvor war er nach seiner Freilassung aus dem KZ als praktischer Arzt und Gutachter in Berlin tätig. Seine Flucht führte ihn durch mehrere europäische und westafrikanische Länder. Er war als Kolonialarzt in Afrika tätig, zunächst an der französischen Elfenbeinküste und nach 1940 in einer damaligen britische Kolonie. Nach dem Zweiten Weltkrieg fand er in Frankreich eine neue europäische Heimat und er lebte jahrelang in Paris. Ein Sohn und eine Tochter wurden in Großbritannien sesshaft und eine weitere Tochter in der Schweiz.

## Gedenkstele
Zur Erinnerung an den Arzt und Bürgermeister stellte die Stadt Luckenwalde eine Stahlstele als so genanntes  „Merkzeichen“ mit den Lebensdaten Salomons und Informationen zu seinem Wirken in dieser Stadt auf. Eine Enkelin Salomons, mit dem Familiennamen Seymor, besuchte am 22. August 2019 die Wirkungsstätte ihres Großvaters väterlicherseits in Luckenwalde. Pfarrer i. R. Detlev Riemer (* 1948) von der Luckenwalder Johanniskirche, Träger des Bundesverdienstkreuzes, und der Stadtverordnete Michael Wessel begleiteten die nunmehr in Australien beheimatete Verwandte von Salomon bei ihrer Besichtigungstour.

## Familie
Der Großvater väterlicherseits des Mediziners und Kommunalpolitikers Salomon trug bereits den Vornamen „Hermann“. Er war mit Sophie, geborene Rosenblatt, verheiratet. Die spätere Fabrikanten-Witwe und Großmutter Sophie Salomon wohnte in der Gothaer Gartenstraße 24, wo auch ihr Enkel Hermann Salomon in seiner Gymnasial- und anschließenden Studentenzeit mit Hauptwohnsitz zeitweilig ansässig war und seine Mutter starb.
Antonie (Toni) Salomon, geborene Salberg (1866-1939) war die Stiefmutter von Hermann Salomon, die sein Vater am 18. Februar 1903 in Korbach geheiratet hatte.
Der ehemalige Herzoglich-Sächsische Hoflieferant Julius Salomon, ein Sohn von Sophie Salomon und ihres Ehemanns Hermann, war der ältere Bruder von Leopold Salomon, dem Vater des Arztes und Ersten Bürgermeisters von Luckenwalde.